# Itata
Itata Peckham & Peckham, 1894 è un genere di ragni appartenente alla famiglia Salticidae.

## Etimologia
Il nome deriva dal fiume omonimo Itata, lungo circa 140 km, del Cile meridionale.

## Distribuzione
Le cinque specie oggi note di questo genere sono diffuse in America meridionale e centrale: si tratta di ben quattro endemismi; una sola specie, la I. tipuloides rinvenuta in Perù, Bolivia e Brasile.

## Tassonomia
A dicembre 2010, si compone di cinque specie:
- Itata completa (Banks, 1929) — Panama
- Itata isabellina (Taczanowski, 1878) — Perù
- Itata partita Mello-Leitão, 1930 — Brasile
- Itata tipuloides Simon, 1901 — Perù, Bolivia, Brasile
- Itata vadia Peckham & Peckham, 1894[2] — Colombia

### Specie trasferite
- Itata leucoprocta Mello-Leitão, 1947; trasferita al genere Cotinusa Simon, 1900, con la denominazione di Cotinusa leucoprocta (Mello-Leitão, 1947), a seguito di un lavoro dell'aracnologa Galiano del 1980[1].